# Кідріх
Кідріх (нім. Kiedrich) — сільська громада в Німеччині, знаходиться в землі Гессен. Підпорядковується адміністративному округу Дармштадт. Входить до складу району Райнгау-Таунус.
Площа — 12,35 км2. Населення становить 4075 ос. (станом на 31 грудня 2020).